# Kyrktjärnen (Lycksele socken, Lappland, 718934-163072)
Kyrktjärnen är en sjö i Lycksele kommun i Lappland och ingår i Umeälvens huvudavrinningsområde. Sjön har en area på 0,102 kvadratkilometer och ligger 291,1 meter över havet. Vid provfiske har abborre fångats i sjön.

## Delavrinningsområde
Kyrktjärnen ingår i det delavrinningsområde (719226-163105) som SMHI kallar för Utloppet av Falträsket. Medelhöjden är 275 meter över havet och ytan är 51,7 kvadratkilometer. Räknas de 8 avrinningsområdena uppströms in blir den ackumulerade arean 129,37 kvadratkilometer. Ruskträskbäcken som avvattnar avrinningsområdet har biflödesordning 3, vilket innebär att vattnet flödar genom totalt 3 vattendrag innan det når havet efter 201 kilometer. Avrinningsområdet består mestadels av skog (66 procent). Avrinningsområdet har 13,13 kvadratkilometer vattenytor vilket ger det en sjöprocent på 25,4 procent.